# Изолато Рекорд (Павија)
Изолато Рекорд је насеље у Италији у округу Павија, региону Ломбардија.
Према процени из 2011. у насељу је живело 5 становника. Насеље се налази на надморској висини од 92 м.